# Agrilus fisherellus
Agrilus fisherellus är en skalbaggsart som beskrevs av Jan Obenberger 1936. Agrilus fisherellus ingår i släktet Agrilus och familjen praktbaggar. Inga underarter finns listade i Catalogue of Life.